# Conistra vaccinii
Conistra vaccinii là một loài bướm đêm trong họ Noctuidae.

## Hình ảnh

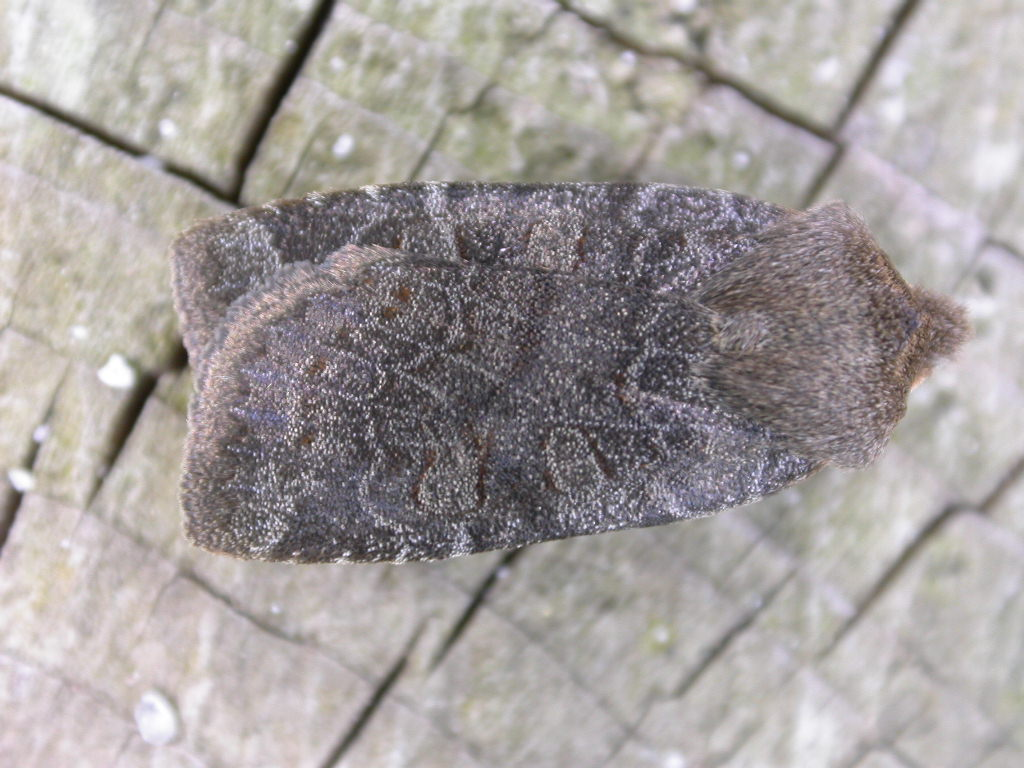
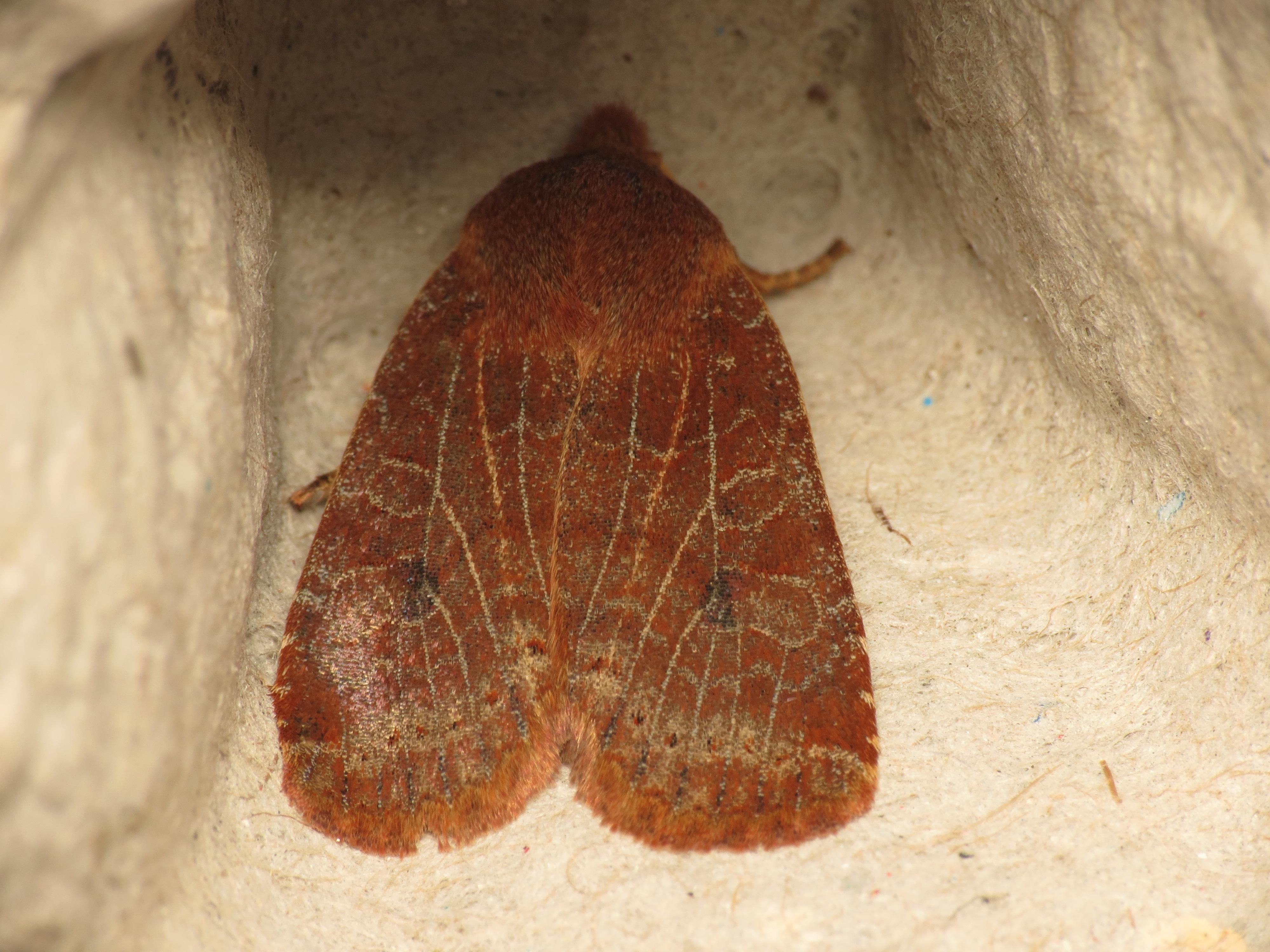
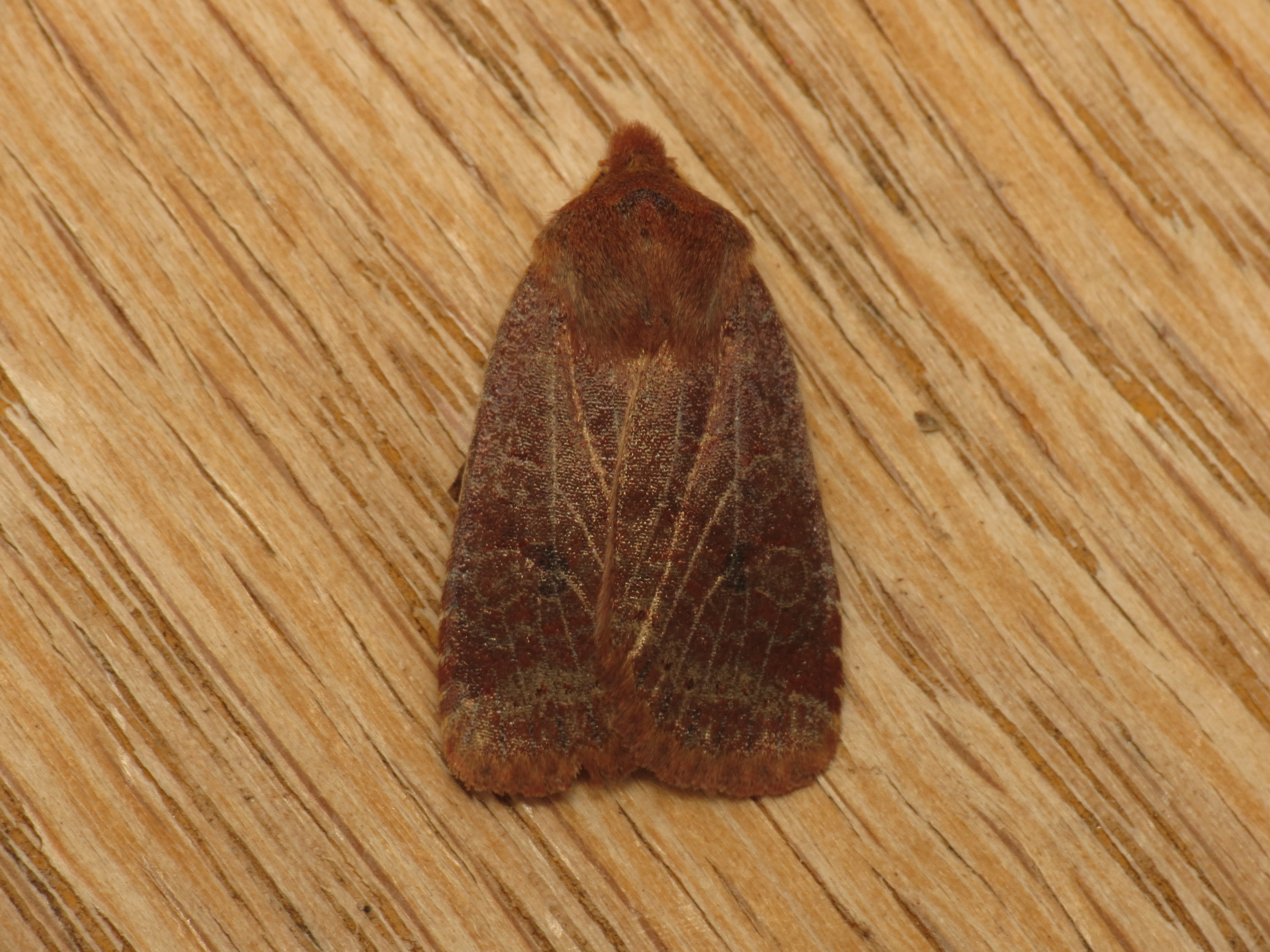
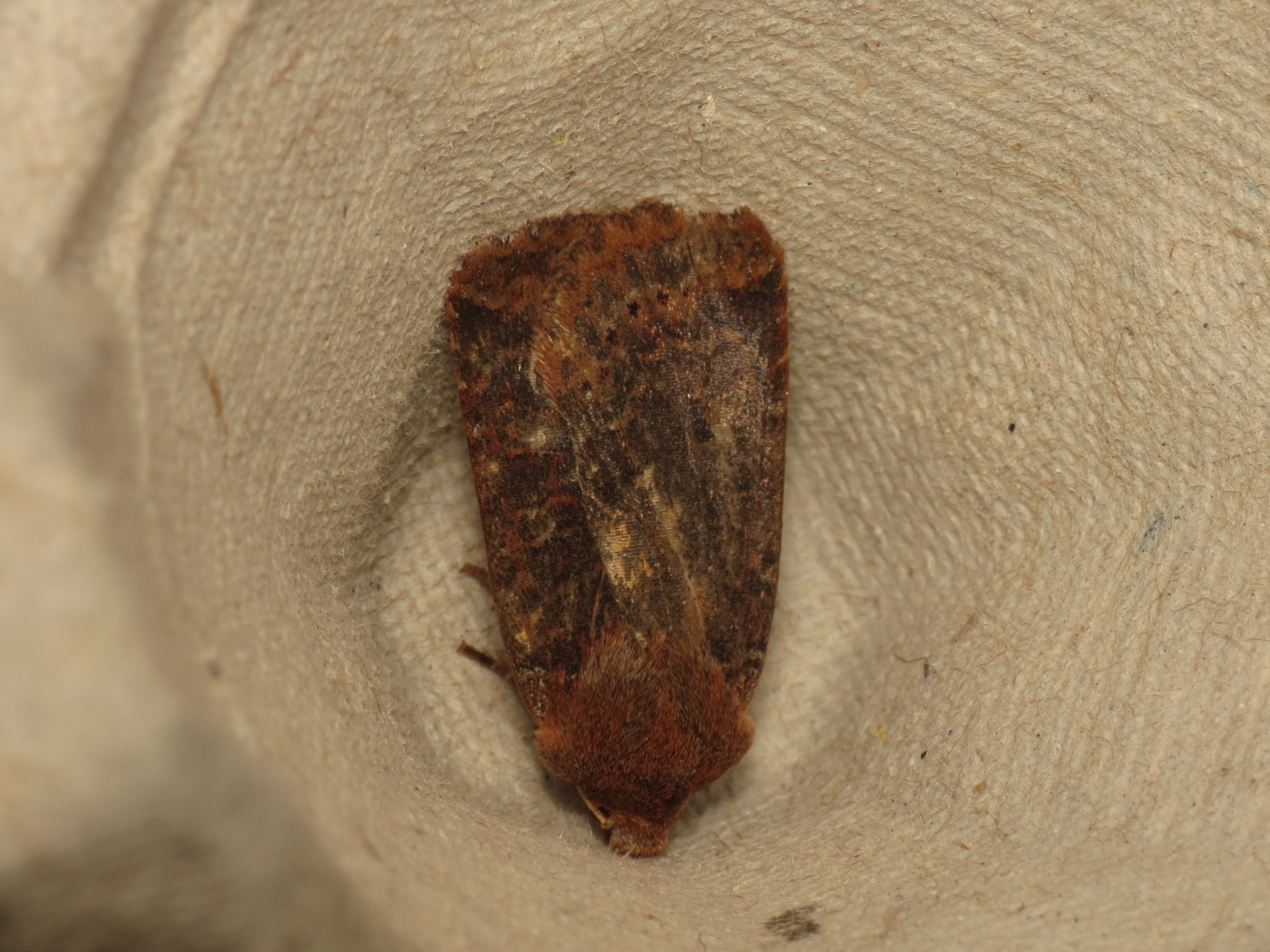